# Мамилии
Мамилиите (на латински: Mamilii) са плебейска фамилия в Древен Рим, която произлиза, както Фулвиите, от Тускулум.

Мъжкото им име e Мамилий (Mamilius), женското: Мамилия (Mamilia).
Те се смятат за наследници на митичния Телегон, (син на Одисей и Цирцея), основателят на града. По преданието принц Октавий Мамилий, регент на Тускулум, се жени за дъщерята на Тарквиний Горди, и Луций Мамилий спасява Рим при една атака на Апий Хердоний през 460 пр.н.е.
Първият исторически доказан от рода е Луций Мамилий Витул, консул през 265 пр.н.е. Друг клон на фамилията e Мамилии Турини.
- Октавий Мамилий, регент на Тускулум (+ 499 или 496 пр.н.е.)
- Луций Мамилий, диктатор и магистрат на Тускулум, 460 пр.н.е.[3]
- Луций Мамилий Витул, консул 265 пр.н.е.
- Квинт Мамилий Витул, консул 262 пр.н.е.
- Гай Мамилий Турин, консул 239 пр.н.е.
- Гай Мамилий Витул, претор 208 пр.н.е.
- Гай Мамилий, народен едил 207 пр.н.е.
- Квинт Мамилий Турин, претор 206 пр.н.е.
- Гай Мамилий Лиметан, народен трибун 110 пр.н.е.